# Michael Bartels
Michael Bartels és un pilot de curses alemany que va arribar a disputar curses de Fórmula 1.
Va néixer el 8 de març del 1968 a Plettenberg, Rin del Nord-Westfàlia, Alemanya.
Michael Bartels va debutar a la novena cursa de la temporada 1991 (la 42a temporada de la història) del campionat del món de la Fórmula 1, disputant el 28 de juliol del 1991 el G.P. d'Alemanya al circuit de Hockenheimring.
Va participar en un total de quatre curses puntuables pel campionat de la F1, disputades totes a la temporada 1991, no aconseguint classificar-se en cap cursa i no assolí cap punt pel campionat del món de pilots.

## Resultats a la Fórmula 1
| Any  | Equip      | Xassís | Motor | 1   | 2   | 3   | 4   | 5   | 6   | 7   | 8  | 9       | 10      | 11  | 12      | 13  | 14      | 15  | 16  | Posició | Punts |
| ---- | ---------- | ------ | ----- | --- | --- | --- | --- | --- | --- | --- | -- | ------- | ------- | --- | ------- | --- | ------- | --- | --- | ------- | ----- |
| 1991 | Team Lotus | Lotus  | Judd  | USA | BRA | SMR | MON | CAN | MEX | FRA | GB | ALE NVQ | HON NVQ | BEL | ITA NVQ | POR | ESP NVQ | JAP | AUS | -       | 0     |

### Resum
| Curses: | Victòries: | Pòdiums: | Poles: | Voltes ràpides: | Punts: |
| ------- | ---------- | -------- | ------ | --------------- | ------ |
| 4 (0)   | 0          | 0        | 0      | 0               | 0      |